# Escut de la Torre de Claramunt
L'escut oficial de la Torre de Claramunt té el següent blasonament:
Escut caironat: d'or, una torre d'atzur oberta acostada de 2 monts floronats de gules. Per timbre, una corona de comte.

## Història
Va ser aprovat el 3 de setembre de 1998 i publicat al DOGC el 9 d'octubre del mateix any amb el número 2741.
El poble es va desenvolupar entorn d'una torre construïda pels senyors de Claramunt el 1070; més tard la família va deixar el seu castell i la torre fou transformada en la seva residència. La corona recorda que la Torre va esdevenir el casal del comtat de Claramunt el 1708. L'escut presenta senyals parlants referents al nom del poble: la torre i les armes dels Claramunt, un mont floronat de gules sobre camper d'or.